# Жан Бодріяр
Жан Бодрія́р (фр. Jean Baudrillard; 27 липня 1929, Реймс, — 6 березня 2007, Париж) — французький філософ, культуролог, соціолог і публіцист.
Жан Бодріяр належав до покоління, світогляд якого сформувався в ході студентських заворушень 1968 року. Бодріяр тоді викладав філософію в Університеті Париж X Нантер, де й виникли протести проти французької політичної і суспільної системи тих років. 1968 ж року він видав свою першу працю — «Система речей».
Теоретик «смерті модерну» й засновник нової метафізичної теорії, Жан Бодріяр займався дослідженнями культурних законів сучасної постіндустріальної цивілізації і мистецтва постмодернізму, що виростає на її основі, вивчав безперестанне породження образів і всезагальну зачарованість засобами масової комунікації. Ідеї Бодріяра справили величезний вплив на розвиток сучасного мистецтва. Бодріяр увів у популярний обіг такі концепції, як «симулякр», «гіперреальність» і «структурна революція» (пізніше вони сформували основну ідею фільму братів Вачовскі «Матриця»).

## Біографія
Бодріяр народився в Реймсі в 1929 році, в родині, яка мала селянські корені і походила з Арденн (батьки були дрібними державними службовцями). У початковій школі вчителі виділяли його, і він зміг вступити до ліцею, отримуючи стипендію (сам Бодріяр часто наголошував, що він був першим у своїй сім'ї, хто зміг отримати повноцінну і систематичну освіту. Це в результаті призвело до розриву із його родиною). Викладач філософії посвятив його тоді в «патафізику» Альфреда Жаррі, що допоможе йому згодом «порвати з усією нібито серйозною філософією». У 1948 році Жан Бодріяр опиняється в стінах ліцею Генріха IV у Парижі, але незабаром відмовляється від здачі вступних іспитів у Вищу нормальну школу, щоб влаштуватися спочатку сільськогосподарським робітником, а потім каменярем в Арлі. Повернувшись до столиці, він закінчує навчання в Сорбонні, проходить конкурс на заміщення посади викладача німецької мови і стає викладачем ліцею. Деякий час читаючи лекції в університеті Тюбінгена, молодий германіст перекладає Петера Вайса, Бертольда Брехта, Карла Маркса, а також поеми Гельдерліна, що залишалися невиданими.
Вперше друкуватися почав у 1962 році у лівацькому журналі «Les Tempes modernes», де публікував свої есе літературно-критичного характеру. В той же період починає цікавитися фотографією, і в 1963 році випускає перший альбом зі світлинами.
Однак, незабаром Бодріяр залишає викладання в середній школі і береться за написання докторської дисертації під керівництвом Анрі Лефевра, одночасно починає відвідувати лекції Ролана Барта в Практичній Школі вищої освіти. Тоді ж Бодріяр зблизився з Гі Дебором і ситуаціоністами. Його також цікавить «культурна революція»: в 1962 році разом з Феліксом Гваттарі він заснував Народну франко-китайську асоціацію (організація проіснувала недовго).
Його дисертація про «систему речей», яка в 1967 році заслужила схвалення журі, що складалося з Лефевра, Ролана Барта і П'єра Бурдьє, була опублікована в наступному році у видавництві «Галлімар». Тоді ж Жан Бодріяр починає викладати соціологію в університеті Нантера, на кафедрі Анрі Лефевра. Паралельно він бере участь у заснуванні радикально лівого журналу «Утопія» разом з Губертом Тонка, Ізабель Оріка і групою «Аероланд». Разом з Жаком Донзеле Бодріяр бере участь у подіях травня 1968 року. «Ми спустилися з трансцендентальності історії в іманентний простір повсякденного життя», — напише він пізніше. Для нього це був важкий час, коли він пізнав бідність.
Згодом разом зі своїм другом Полем Вірільйо він засновує журнал «Траверсес», продовжує викладати в Нантері, а потім в університеті Париж IX, де до 1990 року він буде науковим директором Інституту соціально-економічних досліджень та інформації (IRIS — Institut de Recherche et d'Information Socio-Economique). У цей час він починає відходити від соціології як дисципліни (особливо в її «класичній» формі), і, переставши викладати повний робочий день, рідко ототожнює себе з будь-якою конкретною дисципліною, хоча і залишається пов'язаним з академічним світом. У 1980-х і 1990-х роках його книги стали відомими широкій аудиторії, а в останні роки життя він став певною мірою інтелектуальною знаменитістю та часто публікувався у франкомовній та англомовній пресі.
У 1999-2000-му роках фотографії Бодріяра беруть участь у виставці в Європейському домі фотографії (Maison européenne de la photographie) в Парижі. Також він співпрацює з канадським оглядачем у галузі медіа-теорії, культури та технологій Ctheory, де його постійно друкують та цитують, та бере участь у Міжнародному Журналі досліджень Бодріяра (International Journal of Baudrillard Studies) з моменту створення журналу в 2004 році до своєї смерті.

## Огляд робіт

### Перші книги
Його перші книги, «Система речей» (Le systeme des objets, 1968) і «Суспільство споживання» (La société de consommation: ses mythes et ses structures, 1970), були роботами, написаними в дусі критичної соціології і під впливом неомарксистської критики суспільства. Бодріяр, який мав пристрасть до семіології, тобто до науки про знаки, об'єднав у них деякі ідеї Анрі Лефевра, Ролана Барта, Веблена і Герберта Маркузе з досягненнями структуралізму і лаканівського психоаналізу. Він прагнув виправити Маркса, показуючи, що споживчий капіталізм фундаментальним чином відрізняється від капіталізму дев'ятнадцятого століття в тому плані, що він заміняє старі форми відчуження на абсолютно нові: не матеріальне відчуження праці, але духовне відчуження через товар.
У книзі «Система речей» він робить спробу створити структуралістську теорію світу штучних об'єктів, внутрішня логіка розвитку якого не охоплюється повністю категоріями споживання, виробництва та вартості. Доповнена суб'єктивними факторами, описаними в психоаналітичних термінах, вона виявляється радше логікою виробництва та споживання знаків. Речі виявляються «побутової міфологією», що гасить страх часу і смерті. Так, пристрасть до колекціонування прочитується як стратегія втечі від лінійного часу в циклічний. Антіміфологічний і антибуржуазний пафос цієї книги перегукується з міфологією Р. Барта, що відображено, зокрема, в подальших розробках соціальних дослідників, де їхні ідеї, попри нюанси відмінностей, синтезуються..
Бодріяра цікавить шлях, на якому речі «переживаються», тобто манера, в якій система споживання визначає суспільні відносини. Говорячи більш абстрактно: «Речі являють собою категорії речей, які втягують категорії людей». Споживати це насамперед маніпулювати знаками і визначати своє місце стосовно до цих знаків. Отже, споживають не так річ, скільки саму систему речей (ніколи не споживають річ саму по собі, але завжди маніпулюють речами як тим, що дозволяє знайти відмінність). У суспільстві споживання вибір не є вільним, він залежить від втягнення в громадський порядок і, отже, від примусу.
Реклама, яка створює ілюзію звернення до кожного, виробляє стандартизацію речей, які вона пропонує, тому що кожен зрештою купує той же продукт, що і його сусід. Система речей, обумовлена таким чином як те, що насаджує однорідність, в кінцевому результаті стандартизує споживача, який сам перетворюється на річ. Отже, Бодріяр аналізує суспільство як систему, в якій всі суспільні відносини визначаються циркуляцією товарів і фактом, що все, що зроблено, має бути спожито. Суспільство споживання це «обмін, що одержав загальне поширення». Бодріяр приходить до висновку, що споживання, далеке від того, щоб бути простою матеріальною практикою, «являє собою діяльність систематичної маніпуляції знаками», що означає: щоб стати об'єктом споживання, речі необхідно стати знаком. Це і пояснює те, що споживання не знає меж: перебуваючи по той бік потреб, воно прагне до все більшої кількості знаків. «Саме тому, що споживання, зрештою, ґрунтується на дефіциті, воно непереборне».

### «До критики політичної економії знака» (1972)
У 1972 році в роботі «До критики політичної економії знака» (Pour une critique de l’économie politique du signe) Бодріяр констатує, що Адам Сміт і Карл Маркс, а слідом за ними їхні ліберальні і марксистські учні обмежуються тим, що проводять відмінність між споживчою вартістю (його функціональною і «природною» цінністю) і його міновою вартістю (його економічною та ринковою цінністю). Він додає до цього символічну вартість речі, яка є цінністю, що купується у відносинах з іншим суб'єктом, і її вартість знака стосовно речей. Красива авторучка, наприклад, може служити для письма (споживча цінність), мати цінність, еквівалентну тижневому заробітку (мінова цінність), може бути запропонована як подарунок (символічна цінність) або надати соціальний статус (структурна цінність по відношенню до системи речей).
Всі види вартості (споживча, мінова і символічна) розглядаються як результат абстрагування логіки обміну особливого роду — обміну символічного. Такі акти як жертва, дар, потлач, погано вписуються в схему еквівалентності, керуючу перерозподілом цінностей. Скарб вождя вікінгів, що заривається не задля заощадження коштів, але для затвердження власної могутності, не пояснюється традиційними економічними категоріями. Протиставляючи символічний обмін системі політичної економії, Бодріяр стверджує, що споживча вартість так само соціально детермінована, як і мінова. А оскільки пріоритет віддається міновій вартості, то споживча виступає стосовно неї як «алібі», що представляє принцип реальності. Тобто стає неможливо приписувати якомусь одному виду вартості переважну співвіднесеність з «самою реальністю», наприклад, за рахунок посилання на природний характер потреб.
Ця праця зробить Бодріяра надзвичайно знаменитим, і завдяки йому він незабаром стане одним з найбільш читаних і коментованих французьких інтелектуалів за кордоном, а саме у США, де Сільвер Лотрінже, француженка, що стала професором у Колумбійському університеті, доклала всі сили, щоб зробити його відомим. З тих пір Бодріяр подорожує по всьому світу, де йому незабаром будуть присвячені десятки книг, в той час як у Франції його зухвала іронія стосовно до академічних вчених та його безприкладний темперамент довгий час будуть викликати глуху ворожість з боку багатьох.

### «Дзеркало виробництва» (1973)
«Дзеркало виробництва» (The Mirror of Production), робота, що вийшла в 1973 році, знаменує його рішучий розрив з марксизмом. Бодріяр стверджує, що марксизм є тільки дзеркалом буржуазного суспільства, і марксисти, як і ліберали, поміщають виробництво в центр суспільного життя і з цієї причини не можуть сформувати основу радикальної критики ринкової системи. «Марксизм, — скаже він, — є тільки розчарованим горизонтом капіталу».

### «Символічний обмін і смерть» (1976)
З виходом книги «Символічний обмін і смерть» (L’échange symbolique et la mort, 1976) Бодріяр повністю залишає сферу політичної економії. Констатуючи, що суспільства, в яких панують одні лише ринкові цінності, засновані на обміні знаків і благ, виявляються не здатні відповісти на символічні потреби. Він ігнорує семіотичну логіку на користь логіки символічної системи, продовжуючи в цьому відношенні праці Марселя Мосса і Жоржа Батая.
Сам термін «символічний обмін» бере початок з того, що Батай називав economie generale, в якій надмірні витрати і жертовне руйнування беруть гору над уявленнями про виробництво і корисністю. Бодріяр в ту пору проповідує «аристократичну критику» капіталізму, яка також сходить до Ніцше, і приводить в приклад «примітивні» традиційні суспільства, в яких панував не ринковий обмін, а система обміну дарами, така, як її добре описує Марсель Мосс, основа символічного обміну, обумовлена через потрійне зобов'язання давати, отримувати і виробляти.
Саме в цій книзі Бодріяр вперше стверджує, що західні суспільства зазнали «прецесії симулякра» в тому сенсі, що вони послідовно пройшли з епохи оригіналу в епоху копії — тут згадуєш знаменитий текст Вальтера Бенджаміна про «Мистецьку творчість в епоху механічного виробництва» — а потім в епоху «третього порядку симулякра», коли копія стає на місце оригіналу та в кінцевому рахунку стає більш реальною, ніж він. Повністю відмінна від оригіналу, копія стає на ділі чистим симулякром, так само, як у романі Борхеса карта замінює територію. І також як цей симулякр може породжувати тільки інші симулякри, саме суспільство цілком стає полем симулякрів. У творчості Бодріяра це важлива епоха.

### «Забути Фуко» (1977)
В книзі «Забути Фуко» (Oblier Foucault) Бодріяр протягом всього тексту полемізує та жорстко критикує ідеї Мішеля Фуко. Він роз'яснює три розуміння влади:
1) Класичне розуміння. Відповідно до нього влада є щось одностороннє, центральне, пригноблююче. Владу можна мати або не мати, брати її чи втрачати, втілювати або оспорювати. Але, зауважує Бодріяр, якби влада будувалася на односторонньому підпорядкуванні, то давно вже була б повсюдно повалена. Вона впала б під тиском антагоністичних сил.
2) «Функціональне» розуміння Фуко. Влада є щось розподіляюче, векторне; вона діє через реле і трансмісії. Вона ніколи не утискає, вона будує і виробляє. Вона не над соціальним організмом, а всередині нього. Вона — його кістки. «Влада всюди, не тому, що вона все охоплює, але тому, що вона звідусіль виходить». Однак Бодріяр вбачає у підході Фуко багато чого від класики. («Ти багато зробив для викриття наївних класиків, Мішель, ma belle, але сам ще той класик!») Наприклад, влада у Фуко все ще «експансія, чисте намагнічування», вона все ще незворотна і політична. Фуко говорить про «генеративну спіраль влади», тобто, простіше кажучи, історія йде по спіралі, де на першому витку перебуває влада деспотична, та сама одностороння, другий виток — це влада дисциплінарна, та сама, яка охоплює все суспільство, що ставить кожну людину на своє місце, приписуючи їй ранг, і тим самим стежачи за дисципліною. Школа, завод, казарми — це безперервне тестування і контроль. На новому витку відбувається ще одна реформа — влада стає мікроклітинна, вже остаточно субстанціональна для суспільства. Це в історичній динаміці. У суспільному статиці ж Фуко говорить про «плинність влади, що просочує пористу тканину соціального, ментального і тілесного». Бодріяр вважає, що якби влада пронизувала все соціальне поле, вона давно б уже не зустрічала жодного опору.
3) неполітичне розуміння Бодріяра. Влада — це щось, що підлягає обміну. Влада — це цикл спокушання. Вона зворотна, тому не має на увазі антагоністичних позицій (гнобитель/пригноблений, експлуататор/експлуатований), які все ще зберігаються у Фуко. Влада повинна обмінюватися згідно циклу спокушання. В іншому випадку вона зникає. Все те, що лінійно (наприклад, історія) має кінець, тільки у виклику немає кінця, оскільки він нескінченно зворотний. Тільки великі політики знали, що влади не існує, що вона — порожнеча, вона зворотна в смерть. Ті ж, хто «прагне знайти істину, субстанцію, репрезентацію (у волі народу і т. д.)» негайно втрачають свою могутність.

### «В тіні мовчазної більшості, або кінець соціального» (1978)
У книзі «В тіні мовчазної більшості, або кінець соціального» (A L'ombre des majorites silencieuses, ou la fin du social, 1978), критикуючи термін «маса», Бодріяр констатує неможливість опису маси в позитивних поняттях, оскільки будь-які інтерпретації, як і будь-які спроби впливу на масу, стикаються не з протидією (яку можна було б як інтерпретувати, так і направляти), але з інертністю як такою. Власне інертність, описувана Бодріяром то як абсолютна здатність поглинання, то як абсолютна прозорість, виявляється специфічною масовою «стратегією», стратегічною НЕ-дією. Будь-хто може оцінити свою причетність до так званої «маси» за загальною здатністю перетворювати будь-який інформаційний вплив на чисте видовище, спожите без залишку і без реакції.
Мовчання маси — це мовчання, яке накладає заборону на те, щоб говорили про неї від її імені, тому у маси немає представників. Занурені у своє мовчання, тепер маси перестають бути суб'єктом (передусім суб'єктом історії). Байдужість мас, яку влада підтримувала протягом усієї історії, віщує про крах влади, саме тому зараз влада намагається замість заохочування пасивності підштовхнути масу до участі в управлінні, а замість мовчання — вимагає висловитись, але на думку Бодріяра, вже пізно змінити цю інертність маси такими вимогами та заохоченнями.
Також Бодріяр пише, що не дивлячись на релігійність і віру маси, вона не прийняла Ідею Бога, але натомість прийняла лише його образ, під образом Бодріяр розуміє церемоніал, театралізовані церковні вистави, феєрії мучеників та святих, а також феєрії потойбічного життя. Те, що залучило масу до віри — іманентність ритуального всупереч трансцендентності Ідеї.
Раціональна комунікація та маси — несумісні, адже, на думку Бодріяра, масі не потрібен сенс — вони шукають видовища, тому що противляться схематизації, яка ховається за логікою. Тому будь-який логічний дискурс маси переводять в площину ірраціонального, де жоден знак не має сенсу і витрачає всю свою енергію на те, щоб бути заворожуючим і видовищним.

### «Спокуса» (1979)
Альтернатива системі кодів, які ні до чого не відсилають та виробляють «реальне» як свої ефекти, бачиться Бодріяру в стратегії «зваблювання» (Спокуса, De la Seduction, 1979), що протиставляє «мужності» виробництва «жіночність» зваблювання. Специфікою жіночого є не який-небудь рід дії, але те, що не описується в термінах дії і називається у Бодріяра «спокусою». Передбачається, що за будь-якою технологією спокушання є сам спокуса, як позаструктурна сила, що вимагає не врівноважуючої реакції, але надмірної віддачі, підвищення ставок у грі (понятті, яке як і «спокуса» поволі онтологізується). А гра без ліміту ставок не може бути зіграна раціонально, але тільки агонально (не обачливо, а в режимі ризику, смертельно небезпечного змагання), тобто стає грою в найбільш чистому її змагальному вигляді, і підсумком такої гри може стати тільки агонія. Якщо раціональні послідовності (слів, ситуацій, дій і т. д.) можуть розвиватися і зазнавати кризи, то відносини елементів у «спокусливих серіях» підпорядковуються іншій логіці, свого роду логіці лавини. Це теж порядок, але «катастрофічний порядок».
Таким є зв'язок слів у вірші, що чарують один одного крім строфічної, ритмічної, смислової і всякої іншої текстури; слів, поява яких викликана свого роду причинністю, але ця причинність — катастрофічна, причинність зачаровування. Так якби слова могли вступати в особистісні відносини, що не піддаються віршознавчому аналізу. Так стратегія «жіночності» полягає в тому, щоб «вважати себе долею іншого» (а не знаком його власної долі) і, тим самим, руйнувати символічний порядок, звертаючи знаки в речі, слова в особистості і т. д.
Будь-який сенс існує завдяки етичному зусиллю протистояти зачаровуванню. Але, так само, як простодушна епоха виробництва речей змінюється витонченою епохою виробництва потреб, виробництво сенсу стикається з необхідністю виробляти попит на зміст. Не можна більше розраховувати ні на природність сенсу (коли зміст прихований за явищами, які належить читати як знаки), ні на його тотальність (коли сенс явлений, але виявляється тільки зусиллям упорядкування, виявлення структури). Сенс виявляється похідним від понять, що раніше не розглядалися як центральні, таких, як гра або влада, і виробляється в рамках відповідних стратегій. Виробництво ж і трансляція сенсу завжди забезпечувалися символічним порядком, якоюсь традицією. З підривом цього порядку, коли знаки виробляються і споживаються як речі, метафоричні підстави мови та суб'єктивності витісняються принципом метаморфози становлення іншим. Так чудові перетворення персонажів реклами, будь то брудний посуд або недоглянуте тіло, не просто метафорично вказують на корисність реального продукту, але самі є тією «реальністю», яка продається.

### «Фатальні стратегії» (1983)
Отримавши загальне поширення, симуляція вмертвила реальність і замінила її гіперреальністю. Бодріяр хоче цим сказати, що симулякр не тільки нижче того, що він симулює, але, навпаки, він представляє посилену або доведену до вищої стадії форму, більш реальну, ніж сама реальність. Копія печери Лако, відвідувана туристами, стала вже більш реальною, ніж оригінал. Центр Бобур, який Бодріяр називає «досконалим круговим оператором», виводить на сцену "гіперреальність культури таким же чином, як гіпермаркет вивів на сцену «гіперреальність товару» або великі інтерактивні мас-медіа — «гіперреальність спілкування». У цій книзі Бодріяр наводить інші приклади гіперреальності, завдяки якій мода відтепер красивіша, ніж краса, порнографія сексуальніша, ніж секс, тероризм несе в собі більше насильства, ніж насильство, спокуса більш штучна, ніж обман, непристойне помітніше, ніж видимість.
З тих пір як реальність не веде більш ні до чого, що її перевершує, їй залишається тільки розмножуватися, клонувати саму себе, необмежено відтворювати саму себе, не посилаючи більш ні до чого. Так вона позбавлена кінця, у двох значеннях цього слова. Коли знак втрачає зв'язок з реальністю, яку він позначає, він гіпертрофується, він роздувається, він розмножується і дає метастази аж до того, що він може позначати як все, так і нічого. І тоді все заражається цим самим принципом невизначеності: інформація, праця, істина, соціальний статус, мова, пам'ять, художня творчість, не залишаючи місця для раціонального мислення, як його прийнято розуміти. На місце реальності приходять симулякри, які не перестають самопороджуватися і самовідтворюватися. Тепер не дійсність стоїть вище вимислу, а виявляється над дійсністю.

### «Америка» (1986)
У 1986 році подорож по той бік Атлантики, у серце гіперреальності, надихнула Бодріяра на написання чудового нарису під заголовком «Америка». Це філософсько-художнє есе про сучасність, головною особливістю якої є створення все більш штучного середовища проживання, де людина вже не страждає від важкої праці, хвороб, голоду, насильства, воєн і навіть не переживає важких душевних конфліктів. В Америці всі молоді, здорові, безперервно їдять і широко посміхаються, ночами там не гасять вогні, радіо і ТБ працюють 24 години на добу. Американці досконалі як боги: завдяки спорту, аеробіці, медичним препаратам, лицевій хірургії вони можуть конструювати свою зовнішність, яка раніше була дана як доля. Бодріяр захоплений Америкою, правда, окремі хмари на її чистому небі бентежать його.
Констатуючи, що в США вседозволеність йде поряд із громадською гіпермораллю, що перетворює будь-який дисидентський голос або позицію в патологію, яку необхідно викорінювати, в цьому нарисі він називає біг підтюпцем формою суїциду, стверджує, що в Америці ніхто не дивиться телевізор, так як сам екран дивиться на глядачів, а також висловлює думку, що швидкість «формується чистими об'єктами», так як вона є «екстатичною формою руху». Америка для нього одночасно є моделлю сучасності, останнім з первісних суспільств і «закінченою утопією».

### «Прозорість зла» (1990)
В «Прозорості зла» (La transparence du mal) він намагається філософськи осмислити те, що побачив в Америці, і усвідомлює, яку ціну довелося заплатити за цей рай. Він далекий від снобізму європейських інтелектуалів, які вважають обивателів постіндустріального суспільства тупими конформістами. Насправді апатія по відношенню до політики, сексу і мистецтва є ознакою звільнення від помилкових кумирів. Справжня небезпека пов'язана з тим, що створене зусиллями численних фахівців суспільство, в якому, здається, більше немає ніяких форм зла, насправді дуже хитке і вразливе. Не тільки зовнішня загроза може порушити рівновагу, усередині системи зароджуються нові небезпечні віруси, перед якими безсилі люди, вигодувані штучною їжею. Це не медична, точніше, не тільки медична проблема. Мова йде про те, що за фасадом гасел, пацифізму, демократії, екології, здоров'я, моральної чистоти, безконфліктної комунікації ховаються реактивні форми зла. У суспільстві відчувається явний дефіцит співчуття. Автономні, самодостатні і самовдоволені індивіди проявляють несподівану жорстокість і навіть тягу до вбивства. Нарешті, звідки і як можливий у демократичному суспільстві расизм і тероризм, чому в збалансованих системах суспільства в економіці, техніці, комп'ютерних мережах відбуваються збої, наслідки яких виявляються набагато більш значними порівняно з природними катастрофами? Чи не є тоді теорія катастроф найважливішим створенням сучасних фахівців? І чи не повинні гуманітарії доповнити цю системну модель новими «людськими» параметрами? Зазвичай вони враховуються як суб'єктивний фактор: небезпечні пристрасті і бажання людей, що порушують функціонування налагоджених машин. Але насправді небезпека йде не стільки від «натуральних», скільки від штучно культивованих бажань.
Крім того, Бодріяр бере деякі слова, щоб надати їм нового значення. Вірус є для нього знаковим терміном, який відсилає як до комп'ютерів, так і до епідемій, форм і мереж: ми переживаємо «вірусну» епоху, і цьому є скільки завгодно прикладів: СНІД і «коров'ячий сказ», комп'ютерні «хакери», міжнародний тероризм і «інформаційні потоки». Після символічної цінності і цінності-знака, Жан Бодріяр у «Прозорості зла» стверджує, що цінність увійшла в «фрактальну» або «вірусну» стадію: вона поширюється у всіх напрямках без всяких вказівок на що б то не було. Це більше не цінність, але епідемія знаку. І так все приймає форму вірусної епідемії: «Різноманітні мережі, а також Інтернет мають природу метастаз, що розвиваються необмежено».
Кладучи кінець визнаним опозиціям добра і зла, істини і брехні, того, що означає, і того, що означається, епоха постмодерну характеризується, отже, не тільки сприйманим як благо «зникненням орієнтирів», але також «широким процесом руйнування сенсу». Теза Бодріяра полягає в тому, що в сучасних західних суспільствах інформаційні технології призвели до появи не тільки «світового села», про яке говорив Маршал Маклюен, а й світу, в якому сенс стирається, а «реальність» зводиться до знаків свого існування, що єдино посилаються на самих себе, у той час як саме суспільство стає «непроникною» структурою. Епоха модерну була часом революційних чи інших вибухів ззовні. Епоха постмодерну — це час вибуху всередину.

### Книги французькою
- «Система речей» (1968)
- «Суспільство споживання» (1970)
- «До критики політичної економії знака» (1972)
- «Символічний обмін і смерть» (1976)
- «Забути Фуко» (1977)
- «Спокуса» (1979)
- «Симулякри і симуляція» (1981)
- «Фатальні стратегії» (1983)
- «Прозорість Зла» (1990)
- «Війни в затоці не було» (1991)
- «Америка» (1997)
- «Паролі. Від фраґмента до фраґмента» (2000)

### Книги українською (переклади)
- Символічний обмін і смерть / переклад Леоніда Кононовича. — Львів : Кальварія, 2004.
- Симулякри і симуляція / переклад Володимира Ховхуна. — Київ : Видавництво Соломії Павличко «Основи», 2004.
- Божиста лівиця / переклад Леоніда Кононовича. — Львів : Кальварія, 2007.
- Фатальні стратегії / переклад Леоніда Кононовича. — Львів : Кальварія, 2010.

### Статті українською (переклади)
- Мать твою так! [Архівовано 26 червня 2015 у Wayback Machine.]
- В пошуках абсолютного зла [Архівовано 31 серпня 2017 у Wayback Machine.]
- Дух тероризму [Архівовано 30 серпня 2017 у Wayback Machine.]
- Порнографія війни [Архівовано 31 серпня 2017 у Wayback Machine.]
- Про нігілізм [Архівовано 4 квітня 2016 у Wayback Machine.]